# Onze-Lieve-Vrouw ten Hemelopnemingkerk (Aldersbach)
De Onze-Lieve-Vrouw ten Hemelopnemingkerk (Duits: Mariä Himmelfahrt) is een voormalige cisterciënzer abdijkerk in Aldersbach (Beieren).
De oudste delen van de voormalige abdijkerk stammen uit de late middeleeuwen. Buiten de torenfundamenten dateert de huidige barokke kerk echter uit de 17e en 18e eeuw. Het koor werd in 1617 gebouwd en het schip, de bovenkant van de toren en de sacramentskapel zijn 18e-eeuws. Het gewelf van de kerk is versierd met stucwerk van Egid Quirin Asam en het plafond van het schip met fresco's van Cosmas Damian Asam.

## Galerij

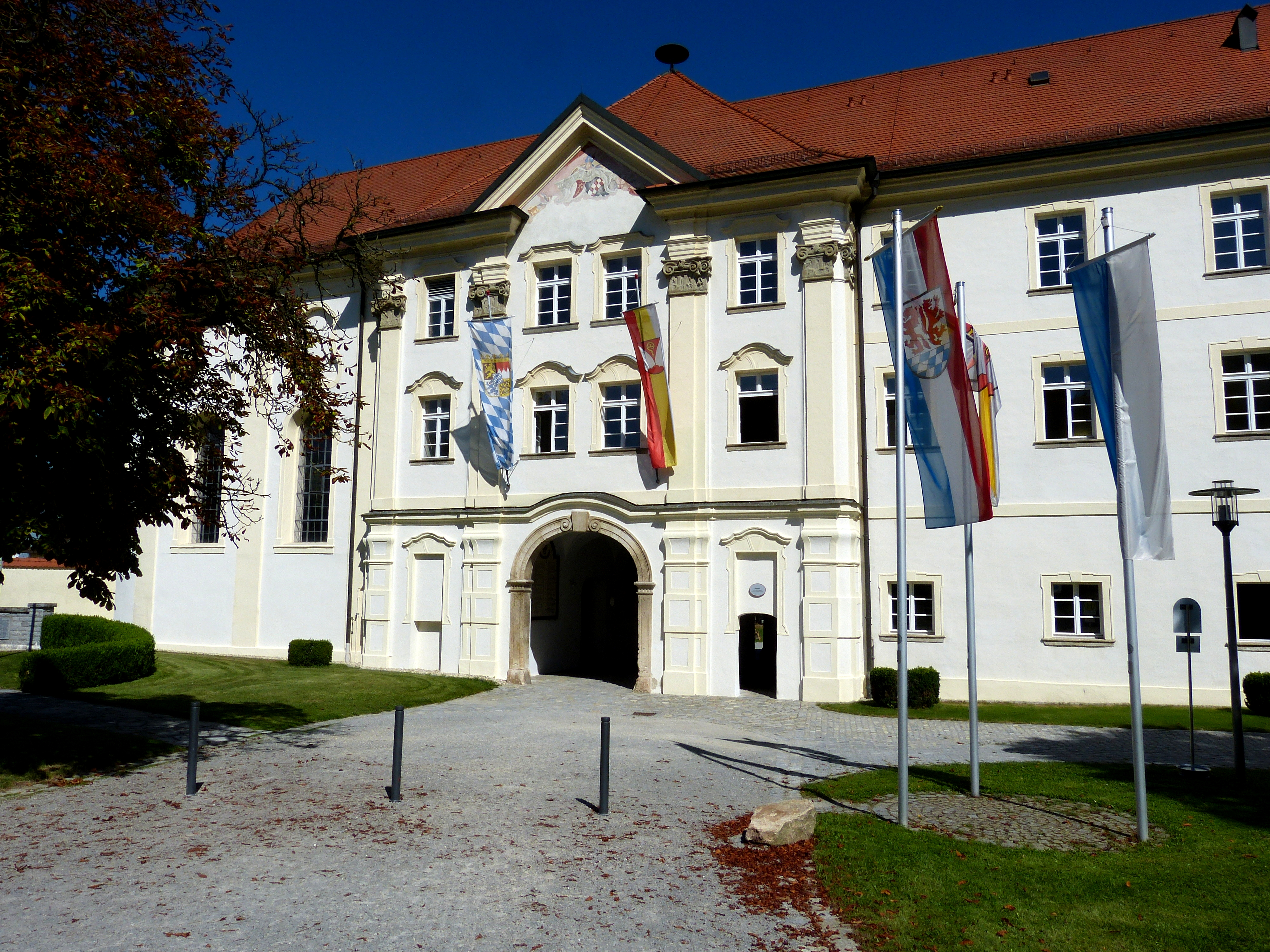
Poort van de abdij
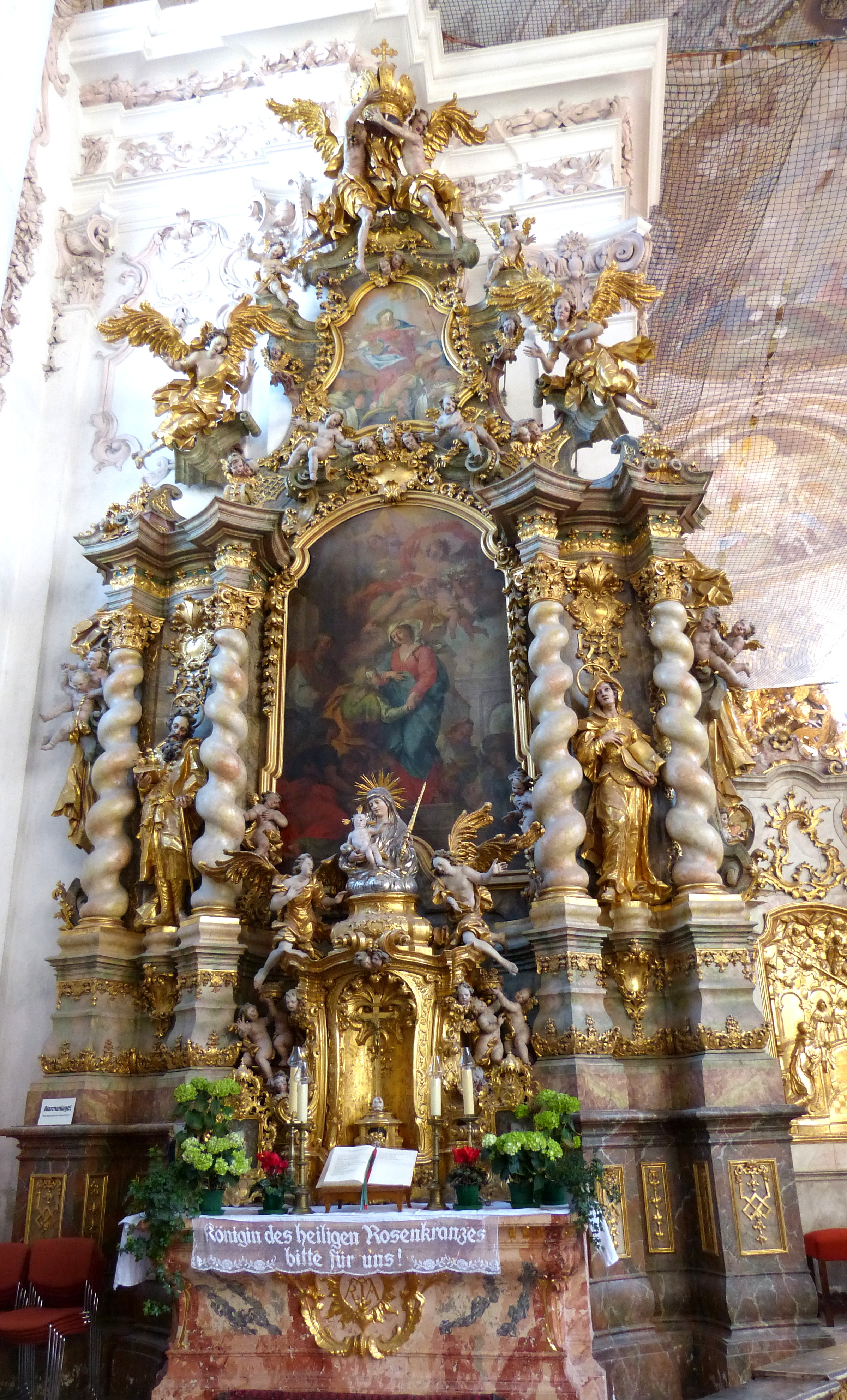
Zijaltaar toegewijd aan Maria
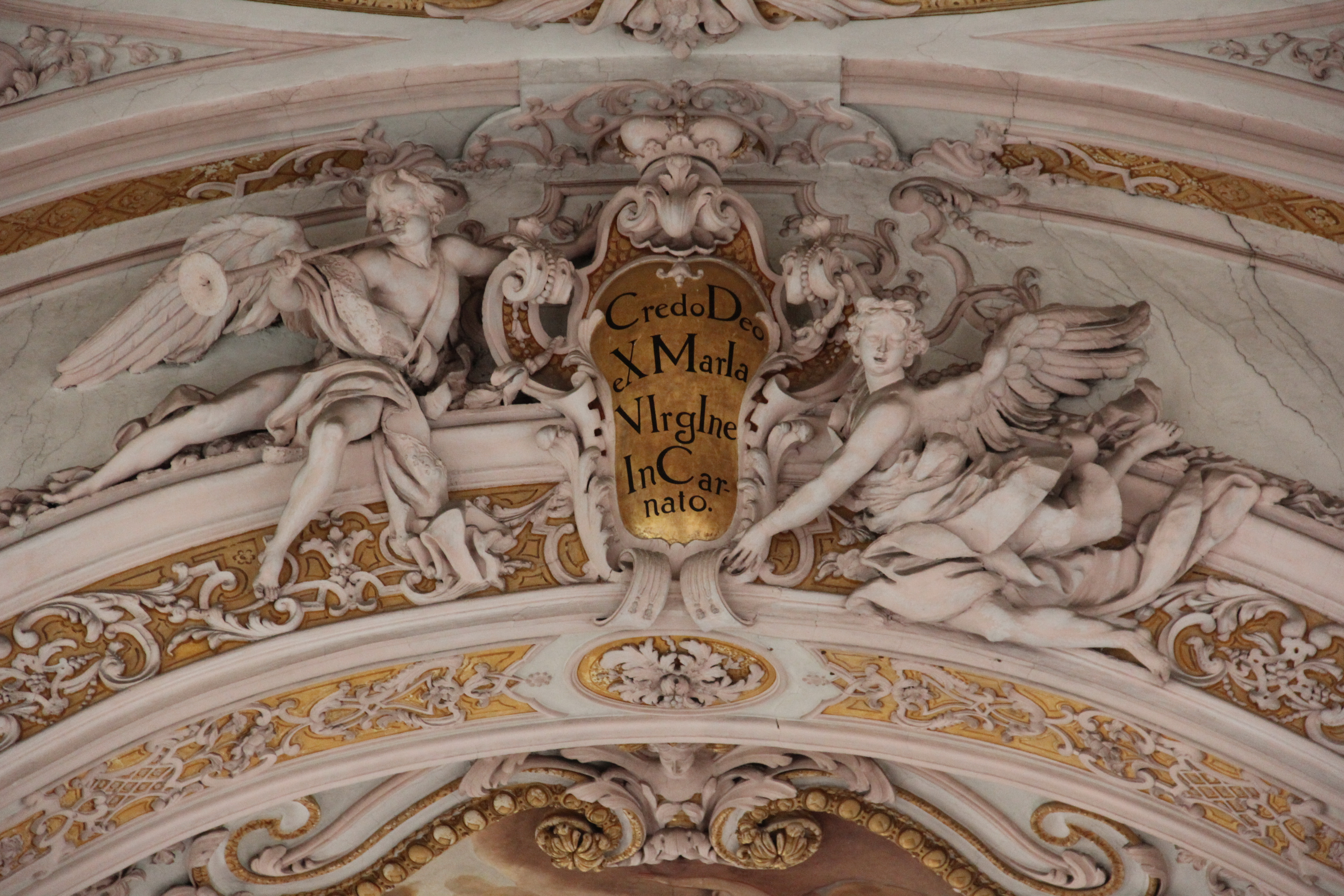
Chronogram, 1720 - ChrIsto Deo eX MarIa VIrgIne InCarnato.